# Велика піщана пустеля

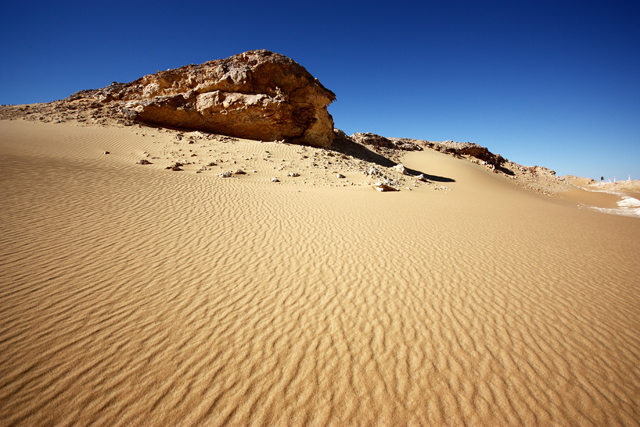
Дюни Великої піщаної пустелі

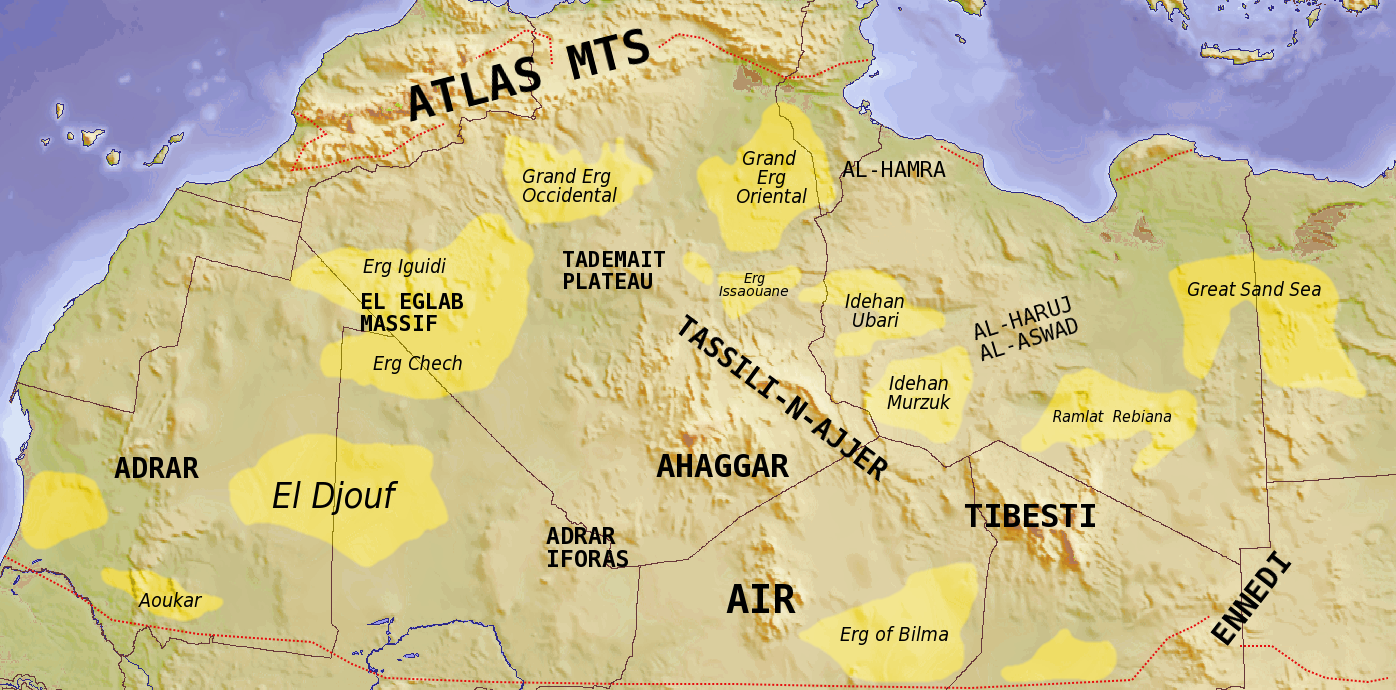
Карта пустель Сахари

Велика піщана пустеля (також Єгипетське піщане море) (араб. بحر الرمال الأعظم Bahr ar-Rimal al-Azim) — пустеля в північній Африці, частина Лівійської пустелі. Разом із Пісками Каланшо та Піщаним морем Ребіана становить 25 % території Лівійської пустелі.
Займає території площею понад 72 000 км² і утворює північну межу пустелі Сахара.